# تاریخچه ایالت واشینگتن

پرچم کنونی ایالت واشینگتن.

تاریخ ایالت واشینگتن شامل هزاران سال از تاریخ بومیان آمریکا قبل از ورود اروپاییان و پس از آن ورود مربوط می‌شود. این منطقه در بین سالهای ۱۸۴۸ تا ۱۸۵۳ جزئی از حاک اورگان بوده‌است؛ و پس از آن از اورگان جدا شده و تبدیل به سرزمین واشینگتن گردید؛ و در سال ۱۸۸۹ دولت واشینگتن به عنوان چهل‌ودومین ایالت به اتحادیه آمریکا پیوست.

## قبل تاریخ
شواهد باستانی نشان می‌دهد که شمال غربی اقیانوس آرام نخستین مکان‌هایی بوده که در آمریکا در آن زیست می‌شده. استخوان‌های جانوران و انسان‌ها به ۱۳۰۰۰ سال پیش قدمت دارند، در سرتاسر واشینگتن و شبه‌جزیره المپیک شواهدی وجود دارد که نمایانگر زیست در ۹۰۰۰ سال پیش از میلاد است.
انسان شناسان تخمین می‌زنند که ۱۲۵ قبیله با ۵۰ گویش متفاوت در این سرزمین وجود داشته‌است؛ و تا قبل از ورود اروپاییان در آنجا می‌زیستند. در سر تا سر پیوجت ساوند قبیل زیادی می‌زیستند زیرا منابع طبیعی فراوانی یافت می‌شود مانند ماهی آزاد، ماهی هالیبوت، حلزون و نهنگ. بومیان از درخت سرو برای خود خانه و کانو می‌ساختند؛ و نیز از پوست درخت سدر لباس برای خود می‌ساختند. این قبایل از طریق شکار فصلی جان سالم به در می‌بردند.